# Yerson Mosquera
Yerson Mosquera, né le 2 mai 2001 à Apartadó en Colombie, est un footballeur international colombien qui évolue au poste de défenseur central au Wolverhampton Wanderers.

## Biographie

### En club
Né à Apartadó en Colombie, Yerson Mosquera commence le football au Urabá Junior, puis il joue pour le Filandia Fútbol Club. Il occupe alors le poste de milieu défensif avant d'être repositionné défenseur central, notamment en raison de sa grande taille. C'est à la suite d'un tournoi qu'il est repéré par l'Atlético Nacional. Il rejoint ce club en 2018 et y poursuit sa formation.
C'est avec ce club qu'il fait ses débuts en professionnel, le 28 octobre 2020, lors d'une rencontre de Copa Sudamericana face aux uruguayens du CA River Plate. Titularisé ce jour-là, il se fait remarquer de façon négative en étant expulsé. Les deux équipes se séparent sur un match nul (1-1 score final).
Le 17 juin 2021 Yerson Mosquera s'engage en faveur des Wolverhampton Wanderers. Il signe un contrat courant jusqu'en juin 2026.
Mosquera joue son premier match pour les Wolves le 22 septembre 2021, à l'occasion d'une rencontre de coupe de la Ligue anglaise face à Tottenham Hotspur. Son équipe est battue ce jour-là après une séance de tirs au but. Titularisé ce jour-là, Mosquera sort blessé au bout de neuf minutes de jeu, remplacé par Conor Coady. Touché aux ischio-jambiers, la durée de son indisponibilité est estimée à cinq mois.
Le 2 février 2023, Yerson Mosquera rejoint le FC Cincinnati sous la forme d'un prêt jusqu'en juin 2023. Le club dispose d'une option pour prolonger le prêt jusqu'à la fin de l'année. Le 2 avril suivant, Mosquera inscrit son premier but pour le FC Cincinnati, lors d'une rencontre de Major League Soccer face à l'Inter Miami. Titulaire, il donne la victoire à son équipe en étant le seul buteur de la partie,. En juin 2023, son prêt est étendu jusqu'au terme de la saison 2023 alors qu'il a joué plus d'une quinzaine de rencontres avec son équipe qui trône en tête de la ligue.
Le 23 janvier 2024, Yerson Mosquera rejoint le Villarreal CF sous la forme d'un prêt jusqu'à la fin de la saison.

### En sélection
Yerson Mosquera représente l'équipe de Colombie des moins de 20 ans, jouant deux matchs en 2020 et marquant un but avec cette sélection.

## Statistiques

### En sélection nationale
| Saison                | Sélection             | Phases finales        | Phases finales | Phases finales | Phases finales | Éliminatoires CDM | Éliminatoires CDM | Éliminatoires CDM | Matchs amicaux | Matchs amicaux | Matchs amicaux | Total | Total | Total |
| Saison                | Sélection             | Compétition           | M              | B              | Pd             | M                 | B                 | Pd                | M              | B              | Pd             | M     | B     | Pd    |
| --------------------- | --------------------- | --------------------- | -------------- | -------------- | -------------- | ----------------- | ----------------- | ----------------- | -------------- | -------------- | -------------- | ----- | ----- | ----- |
| 2022-2023             | Colombie              | -                     | -              | -              | -              | -                 | -                 | -                 | 0              | 0              | 0              | 0     | 0     | 0     |
| 2023-2024             | Colombie              | Copa América 2024     | -              | -              | -              | 3                 | 0                 | 0                 | 0              | 0              | 0              | 3     | 0     | 0     |
| Total sur la carrière | Total sur la carrière | Total sur la carrière | -              | -              | -              | 3                 | 0                 | 0                 | 0              | 0              | 0              | 3     | 0     | 0     |